# Jachthuislaan (Soest)
De Jachthuislaan is een weg aan de noordzijde van Soest in de Nederlandse provincie Utrecht.
De straat verbindt de Koningsweg met de Amsterdamsestraatweg en loopt evenwijdig aan de Biltseweg en het Oude Grachtje.
De laan is genoemd naar het jachthuis bij paleis Soestdijk. Naast de gemeentelijke monumenten Eyckendal, Veenhuizertol en buitenplaats Eickenhorst staan er nog een paar boerderijen aan zuidzijde van de laan. Eyckendal en een deel van de Jachthuislaan lagen tot 1999 in de gemeente Baarn. In het gebied tussen de Jachthuislaan en de Koninginnelaan werd ooit veen ontgonnen.